# Kardszárnyú delfin

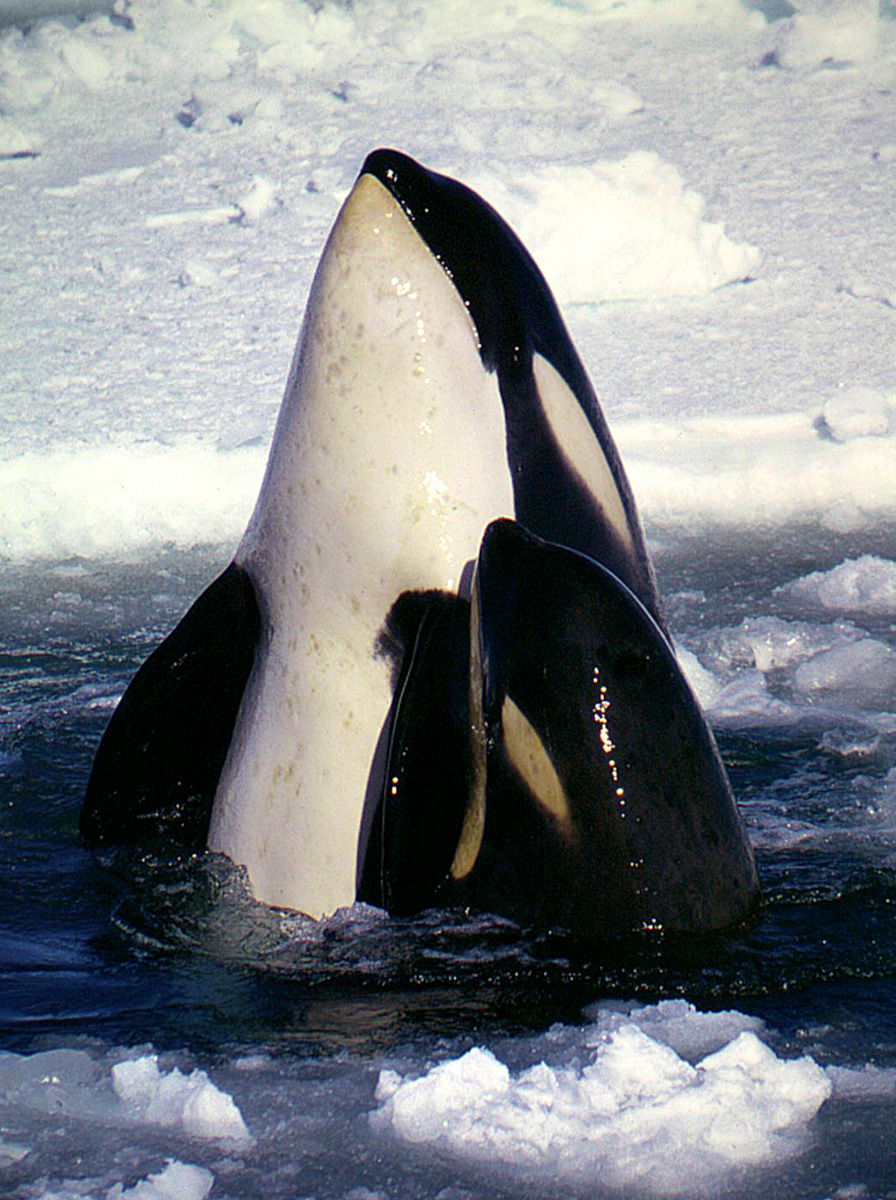

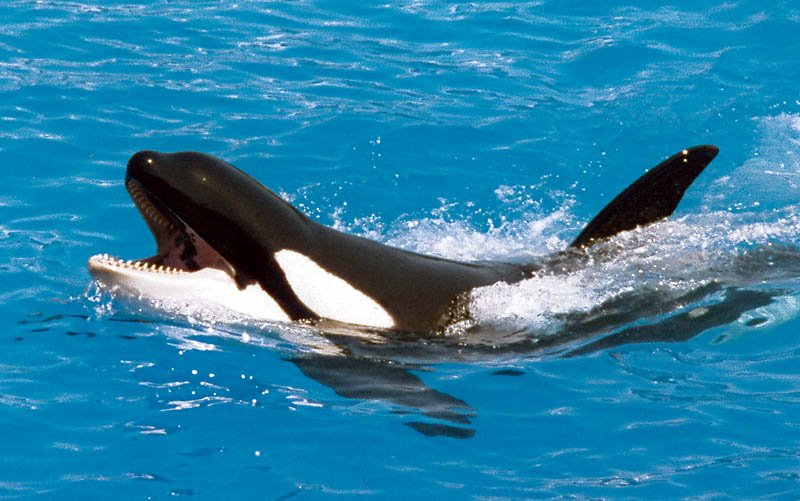

A kardszárnyú delfin (Orcinus orca) az emlősök (Mammalia) osztályának párosujjú patások (Artiodactyla) rendjébe, ezen belül a delfinfélék (Delphinidae) családjába tartozó faj. Egyéb nevei: orka – vagy (angol neve, a killer whale alapján) gyilkos bálna.
Korábban a ma már nem létező gömbölyűfejűdelfin-félék (Globicephalidae) közé sorolták. Manapság nemének az egyetlen élő faja és egyben a típusfaja is.
Egyes újabb genetikai kutatások szerint nem egy, hanem több fajt alkotnak. Az eddigi három – A, B, C – változathoz talán csatlakozik majd egy D-típus is. A kardszárnyú delfin a legnagyobb testű delfinfaj. Az óceánokban világszerte előfordul. Ragadozó életmódot folytat, és nagytestű állatokat is megtámad. Közismert, népszerű állatfaj, delfináriumokban sok helyütt bemutatják.

## Előfordulása
Valamennyi óceán területén előfordul, de a legtöbb példány az Antarktiszt körülvevő tengerekben él. Sekély öblökben, folyók torkolatvidékén is gyakran vadászik. Átlagosan 100 kilométert tesz meg naponta.

## Megjelenése
A kardszárnyú delfin az ókor óta ismert, megemlíti Plinius Természetrajzának IX. kötete is. A hím átlagos hossza 6–8 méter, tömege 6 tonna, a nőstény átlagos hossza 5–7 méter, tömege 3–4 tonna. A legnagyobb ismert hím 9,8 méter hosszú és 10 tonna tömegű, a legnagyobb ismert nőstény pedig 8,5 méter hosszú és 7,5 tonna tömegű volt.
Teste vaskos, de áramvonalas, ezért kitűnő úszó. Feje lekerekített, „csőre” alig vehető észre. Hátuszonya és „szárnya” hosszú – ezért nevezik kardszárnyúnak –, a hímek hátúszója háromszögletű, a nőstényeké kisebb, hátrafelé hajló. A hátuszony magassága 1,8 méter is lehet. A fogságban tartott állatok hátuszonya – eddig ismeretlen ok miatt – egy idő után lehajlik. Fogazatuk egyénenként változik, 40-56 között.
A tengeri állatokhoz hasonlóan a háta sötét, a hasi része pedig világos, így felülről és alulról is nehéz észrevenni. Testén jellegzetes nagy fehér foltok is találhatók: a tengerbiológusok az egyes állatokat ezek révén és az egyedenként változó hátúszó alakja és mérete alapján azonosítani tudják.

## Életmódja

A fehér cápa és a kardszárnyú delfin méretét összehasonlító rajz

A kardszárnyú delfinek igazi ragadozók, szinte minden kellően nagy tengeri állatot megtámadnak és elfogyasztanak. A halak mellett megeszik a delfineket, fókákat, tengeri madarakat, de még a náluk sokkal nagyobb bálnákat is. Emberre ritkán támadnak, nem tekintik prédának.
Kivétel lehet Scott kapitány - végzetessé vált - antarktiszi expedíciója naplójában 1911. január 5-én csütörtökön Scott által leírt eset, melyben az Orca Gladiatorral történt majdnem végzetes találkozásról ír: ennek során a vastag jeget alulról áttörő ragadozók kis híján a vízbe rántották és elragadták az expedíció fotósát, Herbert Pontingot azzal a vadászati technikával, amikor a csoportba verődött kardszárnyú delfinek a majdnem egy méter vastag jeget alulról áttörve rántják a vízbe azt, aki a jégen áll. (Scott utolsó útja, Wodianer F. és fiai kiadó, 1923)
Az első év során a fiatal állatok 43%-a elpusztul. A nőstények 10-12 éves koruktól, a hímek pedig többnyire csak 20 éves koruk után szaporodnak, de állatkertben volt már példa arra, hogy egy nőstény 7 éves korában egészséges utódot hozott a világra. A nőstények átlagosan 50 évig élnek, a hímek viszont csak 29 évig. Természetesen elélhetnek jóval hosszabb ideig is, a nőstények 80-90, a hímek 50-60 évig. A negyedik évtizedükön túljutott nőstények általában már nem fogamzóképesek. Mivel két ellés között 4-5 év is eltelik, egy nősténynek élete során 4-6 borja születik.
Társas lények, 5-20 tagú családokban élnek. Az elsősorban az amerikai kutatások szerint egy-egy ilyen család többnyire egy idősebb nőstényből, utódaiból áll; a család nőstény tagjai egész életükön át együtt maradnak, a kifejlett hímek másik családba vándorolnak. Alapvetően monogám életet élnek.
A leggyorsabban úszó tengeri emlősök közé tartoznak, 50 km/h-s sebességre is képesek. Mint minden cet, farkukkal hajtják előre magukat, a melluszonyok csak kormányzásra valók. Teljes tömegükkel képesek a víz fölé ugrani. Gyakran függőleges helyzetben állnak, és fejüket a víz fölé emelik; ez a viselkedés a kémlelés (spyhopping). Máskor farkukkal, vagy melluszonyaikkal csapkodják a vízfelszínt.
Általában 1-4 percet töltenek a víz alatt, majd 3-5 alkalommal, 10-35 másodperces időközökben a felszínre jönnek levegőért. Amikor kiszuszogták magukat, jöhet az újabb merülés. Az eddig mért leghosszabb merülés 17 percig tartott. Mesterséges körülmények között egy állatnak sikerült 260 m mélyre lemerülnie; természetben 173 m-es mélységet mértek.
A kardszárnyú delfinek, más delfinekhez hasonlóan, hangjeleket bocsátanak ki, és a visszaverődő hanghullámok alapján tájékozódnak, találják meg zsákmányukat. A visszaverődő hanghullámok alapján képesek azonos nagyságú, de különböző fajú halakat megkülönböztetni. Egymás közötti kommunikációjuk során többféle hangjelet is kibocsátanak. Ezek egy része az ember számára is hallható. Minden példány hangjelei mások. A hangjelek hasonlósága alapján következtetni lehet az állatok rokonsági fokára.
Az öngyilkosság a kardszárnyú delfinek között viszonylag ritka, főleg hím példányokat érinthet. Új-Zélandon és a Vancouver-szigeten fordult elő, hogy kardszárnyú delfinek tömegesen partra vetődtek.

### A kardszárnyú delfin táplálkozása
A kardszárnyú delfin a cetfélék közül a leginkább ragadozó természetű, és az egyetlen olyan, amely meleg vérű állatokat is megtámad. Étrendjét a tudomány kellő részletességgel ismeri; az adatok részben a vadászó állatok megfigyeléséből, részben a cetvadászok által elejtett delfinek gyomortartalmának vizsgálatából származnak, de már értékes adatok nyerhetők a delfinek ürülékének elemzésével is. A kutatások szerint a kardszárnyú delfin szinte minden kellően nagy állatot elfogyaszt, még a nála jóval nagyobb bálnákat is. Vitathatatlanul a tengeri tápláléklánc csúcsán áll.
A nagy sziláscetek közül bizonyítottan szerepel a kardszárnyú delfin étlapján a grönlandi bálna (Balaena mysticetus), az északi simabálna (Eubalaena glacialis), a szürke bálna (Eschrichtius robustus), a hosszúszárnyú bálna (Megaptera novaeangliae), a csukabálna (Balaenoptera acutorostrata), a tőkebálna (Balaenoptera borealis), a közönséges barázdásbálna (Balaenoptera physalus), és Földünk legnagyobb állata, a kék bálna (Balaenoptera musculus) is. Megöli a nagy ámbráscetet (Physeter macrocephalus), a különféle csőrös ceteket, a fehér delfint (Delphinapterus leucas), a narvált (Monodon monoceros) és a gömbölyűfejű delfint; a kisebb delfinek közül a barna delfineket, a csíkos delfint (Stenella coeruleoalba), a közönséges delfint (Delphinus delphis) és a sötét delfint (Lagenorhynchus obscurus).
A fókák közül a kardszárnyú delfin megeszi a rozmárt (Odobenus rosmarus), az elefántfókákat, oroszlánfókákat, medvefókákat, a szakállas fókát (Erignathus barbatus), a rákevő fókát (Lobodon carcinophagus), a borjúfókát (Phoca vitulina), a leopárdfókát (Hydrurga leptonyx) és a Weddell-fókát (Leptonychotes weddellii). A menyétfélék közül a tengeri vidra (Enhydra lutris) eshet a kardszárnyú delfin zsákmányául.
Kedveli a madarakat is, pingvineket, a kárókatonákat és a tengeri récéket is elfogyaszt.
Mint az egy delfintől elvárható, a kardszárnyú delfin halakat is eszik, így például bonitót (Sarda spp.), tőkehalat (Gadus spp.), elektromos ráját (Torpedo californica), laposhalakat (Heterosomata spp.), heringet (Clupea spp.), makrélát (Scombridae), holdhalat, lazacot (Oncorhynchus spp.), chilei szardíniát (Sardinops sagax), bűzöslazacot (Osmeridae) és tonhalat (Thunnus spp.); de megeszi a cápákat, így a hatalmas termetű, bár ártalmatlan óriáscápát (Cetorhinus maximus) is. Elfogyasztja a tengeri teknősöket, valamint különféle fejlábúakat is. Olyanra is akadt már példa, amikor fehér cápát támadtak meg csoportosan, és el is fogyasztották.
Ezt egészítik ki az olyan szokatlanabb zsákmányállatok, mint a tengerszorosokon átúszó jávorszarvasok, a parthoz túl közel merészkedő birkák, valamint a delfináriumok látogatóinak kutyái, és bár rendkívül ritka eset, de emberek megtámadására is volt már példa. Nem túlzás kijelenteni, hogy a kardszárnyú delfinek a mai óceánok és tengerek intelligens csúcsragadozói.

## Szaporodása
Az ivarérettséget nyolcéves korban éri el. A párzási időszak a tél kezdetén van, a vemhesség 16-17 hónapig tart, amelynek végén egy borjú születik. A borjak születésükkor 2-2,4 méter hosszúak. Fiatal állatokon a fekete részek szürkés, a fehér részek sárgás árnyalatúak lehetnek.

## A kardszárnyú delfin és az ember

### Természetvédelmi helyzete

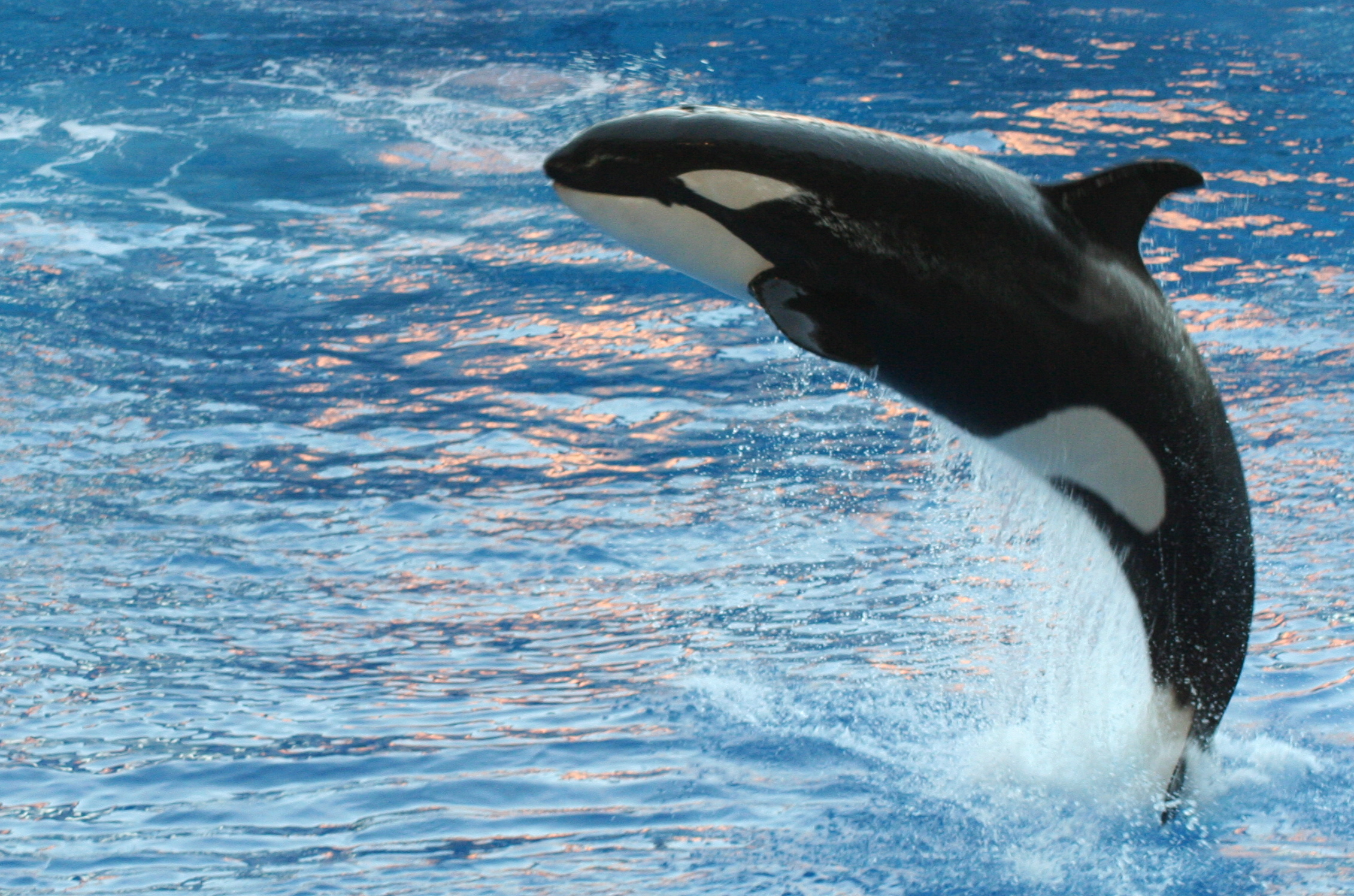

A kardszárnyú delfin ma is viszonylag gyakori; hivatalos státusza védelemre szoruló (conservation dependent). Állománya 100 ezer példányra becsülhető. A cetvadászat ezt a fajt is érintette, bár más fajoknál kisebb mértékben. Kereskedelmi célú vadászata 1960 és 1980 között volt a csúcsponton. Ebben az időszakban mintegy 6000 állatot öltek meg. Egy kardszárnyú delfinből 750-950 liter olajat lehet előállítani.
A kardszárnyú delfin állományait ma már nem a vadászat veszélyezteti, hanem a tengerek növekvő szennyeződése és zsákmányállataik túlzott lehalászása. Az állatokra veszélyt jelent a megnövekedett hajóforgalom is: 2006-ban a népszerű kanadai delfint, Lunát, egy teherhajó gázolta halálra.

### A kardszárnyú delfin és a cetvadászat
A kardszárnyú delfin sohasem tartozott a cetvadászok fő zsákmányai közé. Termete sokkal kisebb a nagy bálnákénál, útvonalai kiszámíthatatlanok, azonkívül nehezebb a víznél, tehát halála után elsüllyed, emellett embereket szétszaggató ragadozó hírében állt. Mindez elég volt ahhoz, hogy a bálnavadászok ne kívánatos zsákmányként, hanem esetleg kellemetlen konkurensként tekintsenek a delfinekre. Az elejtett bálnákba belekóstoló delfineket néha megszigonyozták, de nemigen dolgozták fel őket.

### Fogságban tartott kardszárnyú delfinek
2016-ban világszerte 13 állatkertben tartottak kardszárnyú delfineket. Ez a szám korábban jóval magasabb is volt. A 13 intézmény közül négy található az Amerikai Egyesült Államokban; ebből három a SeaWorld hálózatához tartozik. Két-két állatkert van Japánban, Oroszországban, egy-egy Kanadában, Argentínában, Kínában és Franciaországban és a Spanyolországhoz tartozó Kanári-szigetek Loro Parque nevű állatkertjében.
A 13 állatkertben 56 kardszárnyú delfin él. Közülük 23-an szabadon, 33-an fogságban születtek. Három kivétellel olyan intézményekben élnek, ahol több kardszárnyú delfint tartanak, így fajtársaik társaságában lehetnek.
Mintegy 140 kardszárnyú delfin pusztult el fogságban. Tizenkettő visszatérhetett természetes élőhelyére. Ezek közül tízet néhány heti vagy havi fogság után, befogásuk helyétől nem messze engedtek szabadon, gyakran azért, mert közeli halálukra kellett számítani, és ezzel ártottak volna befogóik jó hírnevének. Másoknak, mint Charlie Chinnek és a hegyesorrú nősténynek, sikerült életben maradniuk. Ishmael maga vette kezébe sorsát; hogy milyen sikerrel, nem tudjuk. A delfináriumok világából egyedül Keikónak sikerült kiszabadulnia, de ezt követően szövődményes tüdőgyulladásban elpusztult.
Egy másik világhírűvé vált kardszárnyú delfin – akit Tilikumnak hívtak – 2017. január 6-án pusztult el a SeaWorld delfinbemutatókra szakosodott szórakoztató központ egyik medencéjében. Tilikum a rossz tartási körülményekből fakadó stressz miatt 2010-ben megölte gondozóját, és ezt követően 2013-ban Blackfish címmel dokumentumfilm készült róla. Ebben részletesen bemutatják az embertelen bánásmódot, amelyet a fogságban tartott kardszárnyú delfinek elviselni kényszerülnek. A filmben nyilvánosságra hozzák azt is, hogy Tilikumot az eset után nagyon hosszú időn keresztül egy termeténél alig nagyobb medencében tartották, amelyben sem alámerülni, sem megfordulni nem volt lehetősége. Végül egyfajta tetszhalott állapotba került, és a hasával felfelé mozdulatlanul lebegett, amit azelőtt kardszárnyú delfineknél még sem természetben, sem fogságban nem figyeltek meg. A film széleskörű tiltakozást váltott ki a SeaWorld ellen, amelynek hatására a vállalat kardszárnyú delfin-programjának kivezetéséről kényszerült határozatot hozni. Tilikum halálát megelőzően közadakozásból pénzt gyűjtöttek össze, hogy Tilikumot legalább utolsó napjaira visszaengedhessék az óceánba, de a SeaWorld elutasította a kezdeményezést, holott ez neki egyáltalán nem került volna pénzbe.